# Rysy
Rysy är den högsta toppen i den polska delen av Tatrabergen på gränsen mellan Polen och Slovakien. Rysy består egentligen av tre toppar. Den högsta på 2 503 m ligger i Slovakien. Den nordvästliga toppen med 2 499 meter är Polens högsta berg. Den sydöstliga toppen är den lägsta av de tre, med 2 473 m.